# Venus de Jōmon
La Venus de Jōmon (縄文のビーナス Jōmon no Bīnasu?) es una figurilla dogū de arcilla que representa a una figura femenina y data de mediados del período Jōmon (3000-2000 a. C). Fue encontrada en la ciudad de Chino, parte de la prefectura de Nagano (Japón). En 1995, se convirtió en el primer artefacto de su época en ser designado Tesoro Nacional de Japón.

## Características
El dogū es una estatuilla de arcilla de color ocre de 27 cm de alto y un peso de 2,14 kg. La arcilla que conforma la figura fue cuidadosamente pulida y contiene mica. Se cree que su forma representa a la de una mujer embarazada dadas sus caderas anchas, el arco glúteo pronunciado, los senos prominentes y el vientre agrandado. En contraste con la abrumadora mayoría de los 20 000 dogū encontrados en Japón, que estaban fragmentados, la Venus de Jōmon está completa y cuenta con todas sus extremidades.

## Historia
En 1986 se organizaron excavaciones arqueológicas antes de la construcción de un parque industrial en la ciudad de Chino, en la ubicación de la antigua aldea de Tanabatake (棚畑遺跡 Tanabateke Iseki?), localizada al pie de la ladera sur del monte Kirigamine en las montañas Yatsugatake, a unos 140 km al noroeste de Tokio. Este yacimiento reveló los vestigios de un pueblo de 149 casas, 146 de las cuales datan del período Jōmon medio. Las piezas de obsidiana descubiertas en el lugar indican que este pueblo fue un próspero centro comercial. La estatuilla fue encontrada entre las fosas funerarias en el centro de la zona de excavación. Primero fue llamada Venus Tanabatake antes de adquirir su nombre actual. En 1989, fue designada Bien Cultural Importante antes de alcanzar su estatus de Tesoro Nacional de Japón. Se exhibe en el Museo Togariishi de Arqueología Jōmon en Chino.